# Estación de Tabernes de Valldigna
Tabernes de Valldigna es una estación de ferrocarril situada en el municipio español homónimo en la provincia de Valencia, Comunidad Valenciana. Tiene parada de trenes de la línea C-1 de Cercanías Valencia.

## Situación ferroviaria
Las instalaciones ferroviarias se encuentran situadas en el punto kilométrico 37,0 de la línea férrea de ancho ibérico Silla-Gandía, a 2 metros de altitud sobre el nivel del mar.

## Historia
La estación tiene su origen en una línea de ancho métrico entre Silla y Cullera que se inauguró el 19 de agosto de 1878 por parte de la Compañía del Ferrocarril Económico de Silla a Cullera. En 1923, la línea fue vendida a Norte, que aprovechó la adquisición para cambiar el ancho de vía y convertir el trazado a ancho ibérico. En 1941, tras la nacionalización del ferrocarril en España la estación pasó a ser gestionada por la recién creada RENFE. En 1976, la compañía estatal decidió prolongar la línea hasta Gandía dando lugar a nuevas estaciones, entre las que se encuentra Tabernes de Valldigna.
Desde el 31 de diciembre de 2004 Adif es la titular de las instalaciones ferroviarias.

## Servicios ferroviarios

### Cercanías
Los trenes de cercanías de la línea C-1 se detienen en la estación.
| procedencia/destino | < estación | Línea | estación > | destino/procedencia             |
| ------------------- | ---------- | ----- | ---------- | ------------------------------- |
| Valencia-Norte      | Cullera    |       | Jaraco     | Gandía / Playa y Grao de Gandía |